# At the Old Stage Door
At the Old Stage Door è un cortometraggio muto del 1919 diretto da Hal Roach. Il film, di genere comico, fu interpretato da Harold Lloyd, Snub Pollard, Bebe Daniels, Sammy Brooks.

## Trama
Un uomo visita l'opera ed è scambiato per un manager e trattato con grande rispetto fino a che l'inganno è svelato.

## Distribuzione
Copia della pellicola viene conservata negli archivi del Museum of Modern Art.